# مؤسسه فناوران صنایع غذایی
مؤسسه فناوران صنایع غذایی (انگلیسی: Institute of Food Technologists) یک انجمن علمی بین‌المللی و غیرانتفاعی متشکل از متخصصان درگیر در علوم غذایی، فناوری مواد غذایی و حوزه‌های مرتبط در دانشگاه، دولت و صنعت است. بیش از ۱۷۰۰۰ عضو از بیش از ۹۵ کشور جهان دارد.